# شهرستان خیوه
ناحیهٔ خیوه (به ازبکی: Khiva District) یک منطقهٔ مسکونی در ازبکستان است که در استان خوارزم واقع شده‌است.